# Naucratie
Naucratie, uneori Naucratius, (n.  ? – d. 357 d.Hr.) a fost fiul lui Vasile cel Bătrân și al Emiliei din Cezareea. El a fost fratele mai mic al Macrinei cea Tânără și al lui Vasile cel Mare și fratele mai mare al lui Grigore de Nyssa și Petru de Sevastia. S-a remarcat atât prin erudiție, cât și prin devoțiune creștină, ca pustnic neobosit și este cinstit ca sfânt, cu data de prăznuire 8 iunie.

## Biografie
Cea mai mare parte a informațiilor cu privire la viața lui Naucratie provin din lucrarea Viața Sfintei Macrina a fratelui său, Grigore de Nyssa:
Al doilea dintre cei patru frați, pe nume Naucratie, care a urmat după marele Vasile, a excelat prin înzestrările naturale și prin frumusețea fizică, prin forță, viteză și îndemânare în orice îndeletnicire. Când împlinise vârsta de 21 de ani, dăduse o atât de bună mărturie a învățăturii sale vorbind în public, încât întreaga audiență a teatrului a fost mișcată până în adâncul inimii; deodată, prin voia providenței dumnezeiești, el a început să disprețuiască toată această pricepere și, atras de un impuls irezistibil, s-a retras într-o viață de singurătate și sărăcie. Nu a luat nimic cu el decât pe sine însuși, urmându-i doar unul dintre slujitorii, cu numele Hrisapius, fie pentru că îi era credincios stăpânului său, fie pentru că avea intenția să ducă aceeași viață. El a trăit astfel de unul singur într-un loc pustiu de pe malul Irisului, un râu care curge prin mijlocul regiunii Pontus; râul izvorăște de fapt din Armenia, trece prin părțile noastre și se varsă în Marea Neagră. Tânărul și-a găsit aici un adăpost în mijlocul unui desiș de pe sprânceana unui deal, aflat sub povârnișurile prăpăstioase ale muntelui. Acolo a trăit departe de zgomotul orașului și de agitația existentă în viața soldatului și a avocatului de la divanurile de judecată. Eliberându-se astfel de larma și de grijile care împiedică trăirea unei vieți înalte, el a îngrijit cu mâinile sale pe câțiva bătrâni săraci și bolnavi, care se retrăseseră acolo, considerând că o astfel de strădanie este un mod mai potrivit de viață pentru el. Așadar, bunul tânăr mergea la pescuit și, din moment ce era foarte îndemânatic în practicarea oricărei activități sportive, asigura prin acest mijloc hrana celor neputincioși.
Naucratie se deosebea de ceilalți prin frați prin îndemânarea sa și prin frumusețea trupului și a urmat studii juridice. Deși era un retor talentat, el a abandonat această carieră în anul 352 pentru a deveni pustnic nu departe de moșia familiei de la Annesi, pe malul râului Iris. El și-a asumat astfel două sarcini: îngrijirea mamei sale și asigurarea mijloacelor de trai pentru niște bătrâni săraci care locuiau în apropierea sa. Practica adesea vânătoarea și pescuitul și, ca urmare a îndemânării sale, a devenit un vânător priceput. Profesorul de istorie medievală Raymond Van Dam susține că viața în sălbăticie a lui Naucratie era asemănătoare cu cea a bunicilor săi, care, pentru o vreme, au trăit ascunși în păduri pentru a scăpa de persecuțiile împotriva creștinilor.
Timp de cinci ani, Naucratie a depus toate strădaniile pentru a se asigura că mama sa era fericită până într-o zi a anului 357, când, plecat la vânătoare pentru a asigura hrana bătrânilor neputincioși pe care îi îngrijea, Naucratie a fost ucis într-un accident de vânătoare, împreună cu Hrisapie. Moartea neașteptată a lui Naucratie a îndurerat întreaga familie. Macrina i-a îmbărbătat pe frații ei și mai ales pe mama ei, care era doborâtă de durere. Vasile s-a întors de la Atena, cu puțin timp înainte sau la scurt timp după moartea lui Naucratie. Anna Silvas sugerează că moartea lui Naucratie a fost cea care l-a determinat pe Vasile să se întoarcă acasă. În același an, Macrina l-a convins pe Vasile să urmeze o viață ascetică și să-și dedice timpul studierii scripturilor, iar Vasile s-a retras ca pustnic pe o proprietate aflată nu departe de Annesi.